# Aero Minor

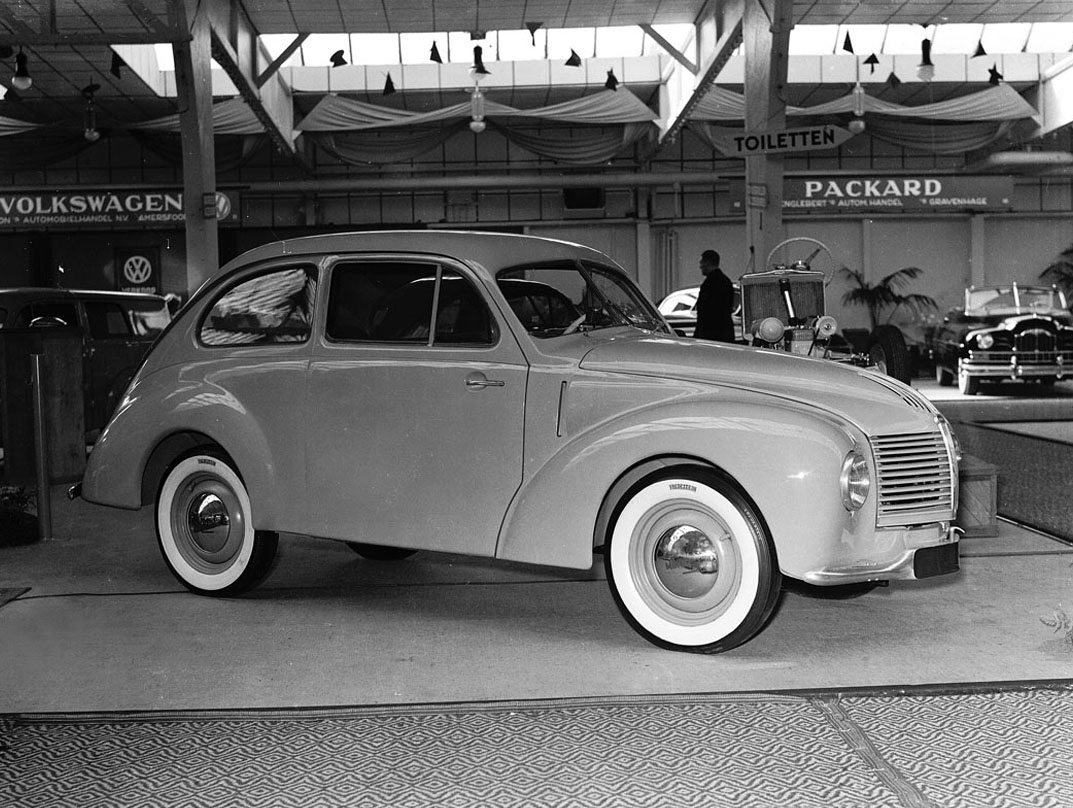
Aero Minor op de AutoRAI, 17 april 1950

De Aero Minor is een automodel dat door Jawa werd geproduceerd van 1946 tot 1952 in Rudy Letov (behorend tot Praag 18-Letňany) in Tsjecho-Slowakije.

## Geschiedenis
De Aero Minor was in het geheim ontwikkeld door Jawa-ingenieurs tijdens de Duitse bezetting van Tsjecho-Slowakije. Hij had nauwelijks overeenkomsten met de voor de oorlog geproduceerde Aero-modellen en was van de Jawa Minor afgeleid.
De Minor woog 690 kg en had een tweecilinder tweetaktmotor met 615 cc die 20 pk leverde, goed voor een topsnelheid van 92 km/u en een verbruik van 5,6 liter op 100 kilometer. Verder had de Minor voorwielaandrijving en een ongesynchroniseerde vierversnellingsbak. De vierde versnelling was een overdrive. De Aero Minor werd als sedan en combi aangeboden. Als chassis had de Aero een platformconstructie van staalplaat waar de carrosserie opgelast werd. Motor en chassis ontstonden bij Aerolet Jinonice. Het onderstel had onafhankelijke wielophanging.
In 1949 dook een sportmodel met 747 cc motor op bij de 24 uur van Le Mans en behaalde daar de tweede plaats in zijn klasse. De productie werd gestaakt nadat Jawa werd genationaliseerd en zich op aanwijzing van de regering ging concentreren op de productie van motorfietsen. In die branche is de inmiddels geprivatiseerde firma nog steeds actief met een fabriek in Brodce. De in 1951 voorgestelde Minor-opvolger met 650 cc motor bleef een prototype.

## In Nederland
In de eerste jaren na de Tweede Wereldoorlog werd de Minor succesvol naar Nederland geëxporteerd, de Nederlandse importeur was Englebert. De eerste 160 Minors kwamen in september 1948 de grens over en de Minor werd een algeheel succes. Binnen 6 maanden werden er 1000 verkocht.

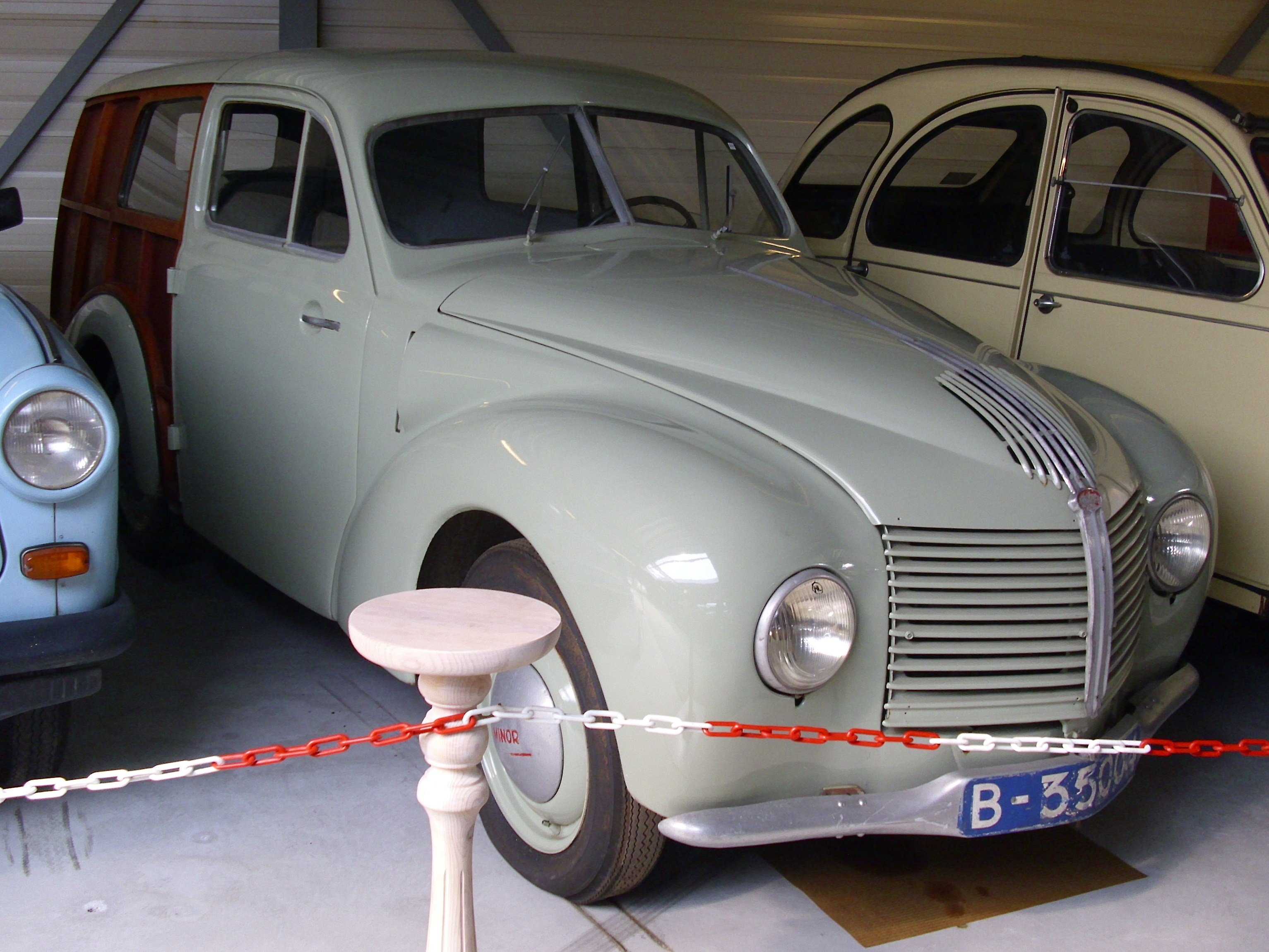
Aero Minor combi met het originele Friese kenteken B-35004, afgegeven op 27 december 1948
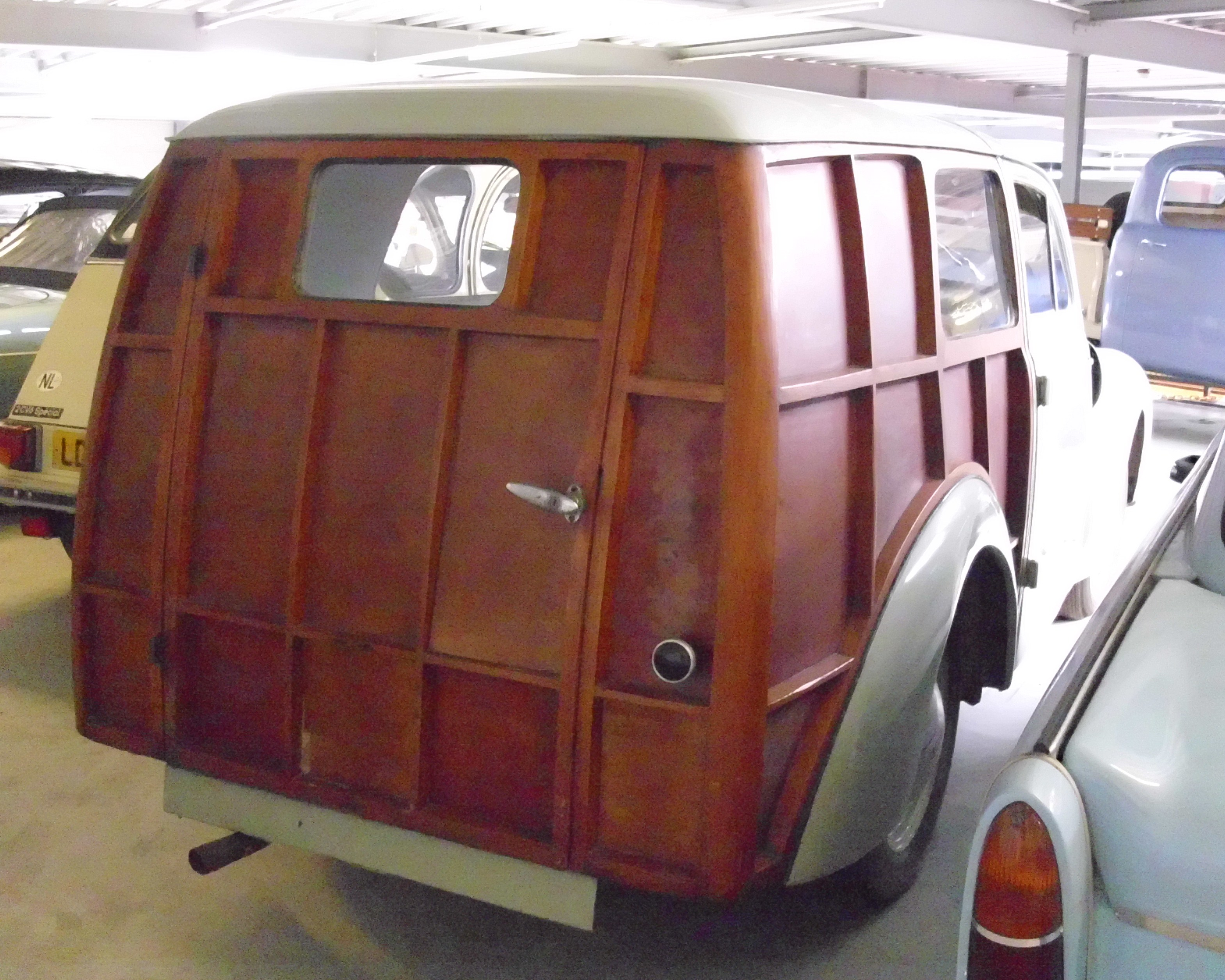
Aero Minor combi achterzijde